# Zona turística da Costa dos Coqueiros
A Zona Turística da Costa dos Coqueiros compreende todo o litoral norte do Estado da Bahia, no Brasil, estendendo-se por cento e noventa e três quilômetros. No Estado, entre a Zona Turística da Baía de Todos os Santos e o Estado de Sergipe, ou seja, da Ipitanga até Mangue Seco.
Tendo sido parte das terras de Garcia d'Ávila, a Costa dos Coqueiros ainda hoje possui resquícios da antiga sesmaria dos Ávila como a Casa da Torre de Garcia d'Ávila uma residência com função de casa-grande, fortaleza e posto de vigilância.
A Casa da Torre ou Castelo de Garcia d’Ávila serviu da base para a colonização do litoral norte e da expansão da pecuária na Região Nordeste do Brasil moldada como uma espécie de feudo. A sesmaria de Garcia D’Avila localizava, da Bahia ao Maranhão, dentro de uma área de cerca de 800 mil quilômetros quadrados, equivalente a 1/10 do território brasileiro de hoje, o que equivale às áreas, somadas, de Portugal, Espanha, Holanda, Itália e Suíça.
A Costa dos Coqueiros é cortada pela BA-099 em seus dois trechos a Estrada do Coco e seu prolongamento a Linha Verde equipada com inúmeros meios de hospedagem em um total de 11.611 leitos segundo a SCT.

## Localização
A Costa dos coqueiros é formada por vários municípios, sendo que termina em Jandaíra, município mais ao norte da Costa dos Coqueiros encontra-se a 264 quilômetros de Salvador (11° 34’ lat. S – 37° 47’ log O) e inicia em Lauro de Freitas, localizada ao norte de Salvador (15° 54’ lat. S – 38° 20’ long. O).

## Clima
Está localizado na zona intertropical,  pode  ser  caracterizado  como  de  clima  quente-úmido, de relativa homogeneidade, apresentando médias  térmicas  elevadas  e  altos  índices  pluviométricos, A chuva é bem distribuída ao longo do ano, com maior quantidade entre os meses de março e julho. O volume  total  anual de chuvas oscila entre 1.600 e 1.800 mm. A partir de agosto, diminuem em intensidade e frequência, e o período entre outubro e fevereiro é denominado como período seco, quando chega a época do verão, o litoral norte apresenta variações mensais e anuais de temperatura de 23 a 25ºC, com amplitudes térmicas entre 3 e 6ºC.

## Dados históricos
- Chegada de Garcia D’Avila ao Brasil no dia 29 de março de 1549.
- Construção da Casa da Torre na década de 1550.

## Expansão Litorânea
O litoral norte do estado até então era formado por poucos povoados rurais, dispersas ou de populações aglomeradas em antigos núcleos de difícil acesso, formados por pescadores e pequenos produtores rurais, como, por exemplo, Vila de Abrantes, Arembepe, Monte Gordo e Praia do Forte. Após a construção da Estrada do Coco, e da Linha Verde, a expansão humana e imobiliária se fez de forma intensa, o que fez com que a infraestrutura até então inexistente chegasse a áreas remotas. Vários empreendimentos foram construídos ao longo da rodovia,sendo que um dos primeiros foi o Loteamento Guarajuba a 73 km de Salvador, próximo à praia de mesmo nome, implantado por um morador de  Camaçari, em 1971, e o Loteamento Interlagos, em Arembepe, aprovado em 1960 . Com o avanço da densidade populacional e a descoberta de belezas naturais e do potencial turístico local, começaram a surgir os empreendimentos hoteleiros ao logo da costa, na qual o pioneiro foi o Club Med/Itaparica (1979), seguido pelo Praia do Forte Eco Resort (1985), abrigando o maior complexo de resorts da Bahia, com número crescente de leitos de hospedagem a cada ano, sendo contabilizado como um dos setores turísticos que mais cresceram no Brasil.
Com um grande número de hotéis, houve um boom de empreendimentos imobiliários, de casas de veranistas, e hoje, principalmente, de investidores estrangeiros, que injetam bilhões de reais para a construção de condomínios de luxo, comprados principalmente por estrangeiros e brasileiros abastados, expandindo o contingente de unidades habitacionais na região.

## Unidades de Conservação

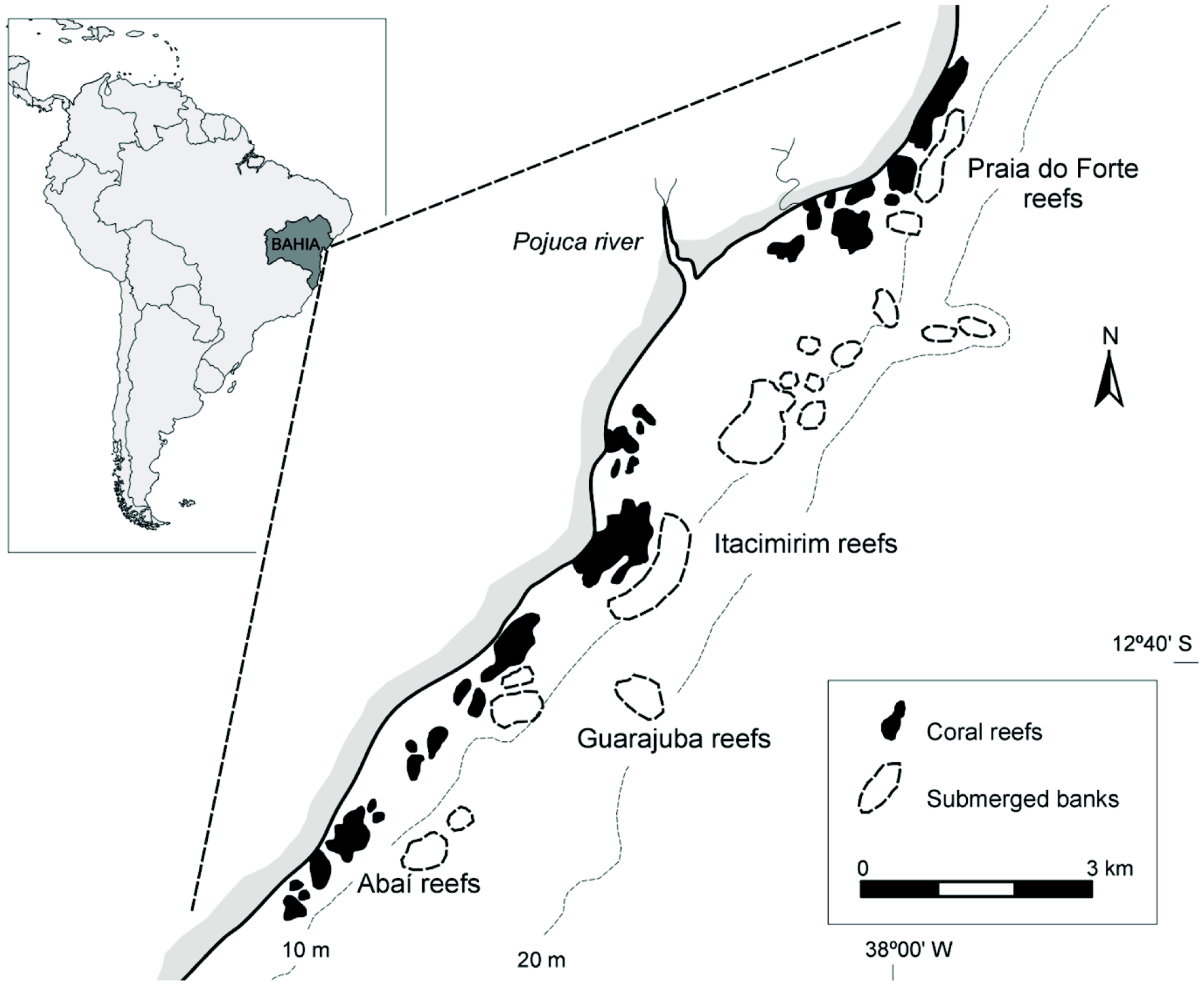
Mapa de localização de recifes de coral em parte do Litoral Norte da Bahia e a foz do rio Pojuca.

- APA Litoral Norte
- APA Mangue Seco
- APA Lagoas de Guarajuba
- APA do Rio Capivara
- APA do Rio Joanes / Ipitanga
- RPPN Dunas de Santo Antônio
- RPPN Sapiranga

## Projetos ambientais
- Projeto TAMAR
- Projeto Baleia Jubarte

## Meios de hospedagem
- Complexo Turístico de Sauipe
- Praia do Forte Eco-resort
- Iberostar Bahia

## Calendário de eventos
- Festa de Reis de 5 a 7 de Janeiro. Lauro de Freitas (Bahia)
- Festa de Santo Amaro de Ipitanga de 8 a 15 de Janeiro.
- Festa de São Tomás da Cantuária podendo acontecer do dia 28 de Dezembro até 7 de Janeiro em Camaçari.

## Pontos e destinos turísticos
- Praia do Forte (Mata de São João)
- Imbassaí (Mata de São João)
- Casa da Torre
- Sauipe
- Porto de Sauipe
- Praia de Mangue Seco
- Vila de Arembepe
- Vila de Abrantes
- Massarandupió

## Equipamentos
- Kartódromo Ayrton Senna (Lauro de Freitas)
- Aeroporto Internacional de Salvador

## Praias da Costa

### Camaçari
- Praia de Arembepe
- Praia de Barra do Jacuípe
- Praia de Genipabu
- Praia de Guarajuba
- Praia de Interlagos
- Praia de Itacimirim
- Praia de Jauá
- Praia do Japonês
- Praia de Busca Vida

### Conde
- Praia da Barra de Siribinha
- Praia da Barra do Itapicuru
- Praia da Barra do Itariri
- Praia de Barra Nova
- Praia de Poças
- Praia de Siribinha
- Praia do Sítio
- Praia dos Artistas

### Entre Rios
- Praia da Barra do Rio Sauípe
- Praia da Barra do Rio Subaúma
- Praia de Massarandupió (naturismo)
- Praia de Porto do Sauipe
- Praia de Subaúma

### Esplanada
- Praia da Barra do Rio Inhambupe
- Praia de Baixio

### Jandaíra
- Praia da Bela Vista
- Praia de Costa Azul
- Praia de Ribeirinha
- Praia do Coqueiro
- Praia do Vaporzinho
- Praia dos Três Coqueiros

### Lauro de Freitas
- Praia de Buraquinho
- Praia de Ipitanga
- Praia de Vilas do Atlântico

### Mata de São João
- Praia de Imbassaí
- Praia de Santo Antônio (Diogo)
- Praia do Forte

## Municípios
- Lauro de Freitas
- Camaçari
- Mata de São João
- Entre Rios
- Esplanada
- Conde
- Jandaíra